# Victor Cope
Victor Cope est un syndicaliste enseignant français né le 30 mars 1877 à Pont-Saint-Vincent (Meurthe-et-Moselle) et décédé le 6 janvier 1932 au Vésinet (Seine-et-Oise)

## Biographie
Élève au collège d'Epinal, bachelier en 1895, il entreprend ensuite des études supérieures à la faculté de Nancy où il obtient une licence en 1898. En 1900, il échoue à l'agrégation de grammaire mais sa bourse est reconduite. Reçu dernier à l'Agrégation de grammaire en 1902, il est professeur au lycée de Guéret de 1903 à 1907. Il est élu président de la fédération socialiste de la Creuse jusqu'au 24 décembre 1905.  En août 1904, il participe au troisième congrès du parti socialiste de France à Lille. L'inspecteur d'académie note qu'il devrait montrer plus de pondération dans sa conduite en dehors du lycée". De mars 1907 à 1908, il est professeur au lycée de Besançon où l'inspecteur général estime que son enseignement n'est "pas à la hauteur de sa tâche. J'ai rarement vu professeur plus inerte, plus mou, plus nonchalant [...] je ne crois pas que M. Cope puisse être maintenu dans un lycée aussi important que celui de Besançon". 
Déplacé dans l'intérêt du service, il exerce de 1908 à 1919 au lycée de Tourcoing où il donne satisfaction à l'inspecteur d'académie : "professeur zélé, qui a d'ingénieuses initiatives pédagogiques", sans convaincre toutefois l'inspecteur général qui le trouve "terne" et "simplement passable".
De 1911 à 1925, il est membre de la Commission Exécutive de la Fédération nationale des professeurs de lycées de garçons et du personnel de l'enseignement féminin (l'ancien nom du SNALC), de 1914 à 1919, il est secrétaire de la Société des agrégés, membre du Bureau National de la Fédération nationale des professeurs de lycées de garçons et du personnel de l'enseignement féminin 1914-1925. Mobilisé au 1er régiment d'infanterie le 3 août 1914, il est prisonnier de guerre des Allemands dès le 8 septembre 1914. 
Affecté au lycée de Lille de 1919 à 1921, il est élu à partir de 1919, vice-président de la Société des agrégés. De 1920 à 1925, il devient président de la Fédération nationale des professeurs de lycées de garçons et du personnel de l'enseignement féminin. De 1921 à 1924, il est professeur au lycée Pasteur à Paris, puis d'octobre 1924 à 1932, professeur au lycée Janson.
De 1925 à 1932, il est membre de la Commission Exécutive du Syndicat national des professeurs de lycées de garçons et du personnel de l'enseignement féminin, président du Syndicat national des professeurs de lycées de garçons et du personnel de l'enseignement féminin et membre du Bureau National du Syndicat national des professeurs de lycées de garçons et du personnel de l'enseignement féminin 1925-1932. De 1925 à 1926 et de 1930 à 1931, il est président du Bureau international des fédérations nationales du personnel de l'enseignement secondaire public. En 1926, il refuse d’entrer comme chargé de mission au cabinet de Lucien Lamoureux, ministre de l’Instruction publique.
Cope, qui s'était marié le 10 octobre 1903, était père d'un fils, Jean, et d'une fille, Raymonde, qui a épousé Ernest Rousseau en 1926, veuve le 12 février 1928, elle s'est remariée peu après avec Pierre Chantraine.